# Sabangia, Tulcea
Sabangia este un sat în comuna Sarichioi din județul Tulcea, Dobrogea, România.